# Jupiters ekvatorialbälten
Jupiters ekvatorialbälten är de band- eller bältesliknande brunfärgade områden som kan ses i Jupiters atmosfär. Dessa band uppstår genom de starka vindar som blåser på gasplaneten. Planeten har två sådana brunfärgade bälten, kallade North Equatorial Belt (NEB) ("Norra ekvatorialbältet") respektive South Equatorial Belt (SEB) ("Södra ekvatorialbältet"). Vindarna blåser i motsatt riktning längs med de olika bältena. Det händer att bältena emellanåt blir svagare i nyans, för att efter en tid bli starkare i färg igen.

## Bältesförsvinnandet 2010
Under 2010 försvann Jupiters södra ekvatorialbälte helt. Detta var första gången man observerat att något av de två bältena har försvunnit helt, de har dock försvunnit delvis förut. Den 4 augusti 2009 var bältet synligt, fast försvagat, därefter befann sig Jupiter på andra sidan solen från jorden sett. När man från jorden åter kunde observera Jupiter, den 8 maj 2010 var bandet borta. En teori, framlagd av Glenn Orton, forskare vid Jet Propulsion Laboratory hos NASA, är att moln ligger i vägen så att inte bältet syns. Forskare väntar nu en dramatisk storm som, senast inom två år, åter skall göra södra ekvatorialbältet synligt på Jupiter.